# Kober 5 BB
Die Kober 5 BB ist eine Hybridrebe, die durch die Kreuzung der Euvitis-Arten Vitis riparia und Vitis berlandieri entstanden ist und als Unterlagsrebensorte zur biotechnischen Bekämpfung der Wurzelreblaus für reblausanfällige Rebsorten (Vitis vinifera) genutzt wird. Sie ist eine der ersten Unterlagen, die weltweite Bedeutung erlangt hat.

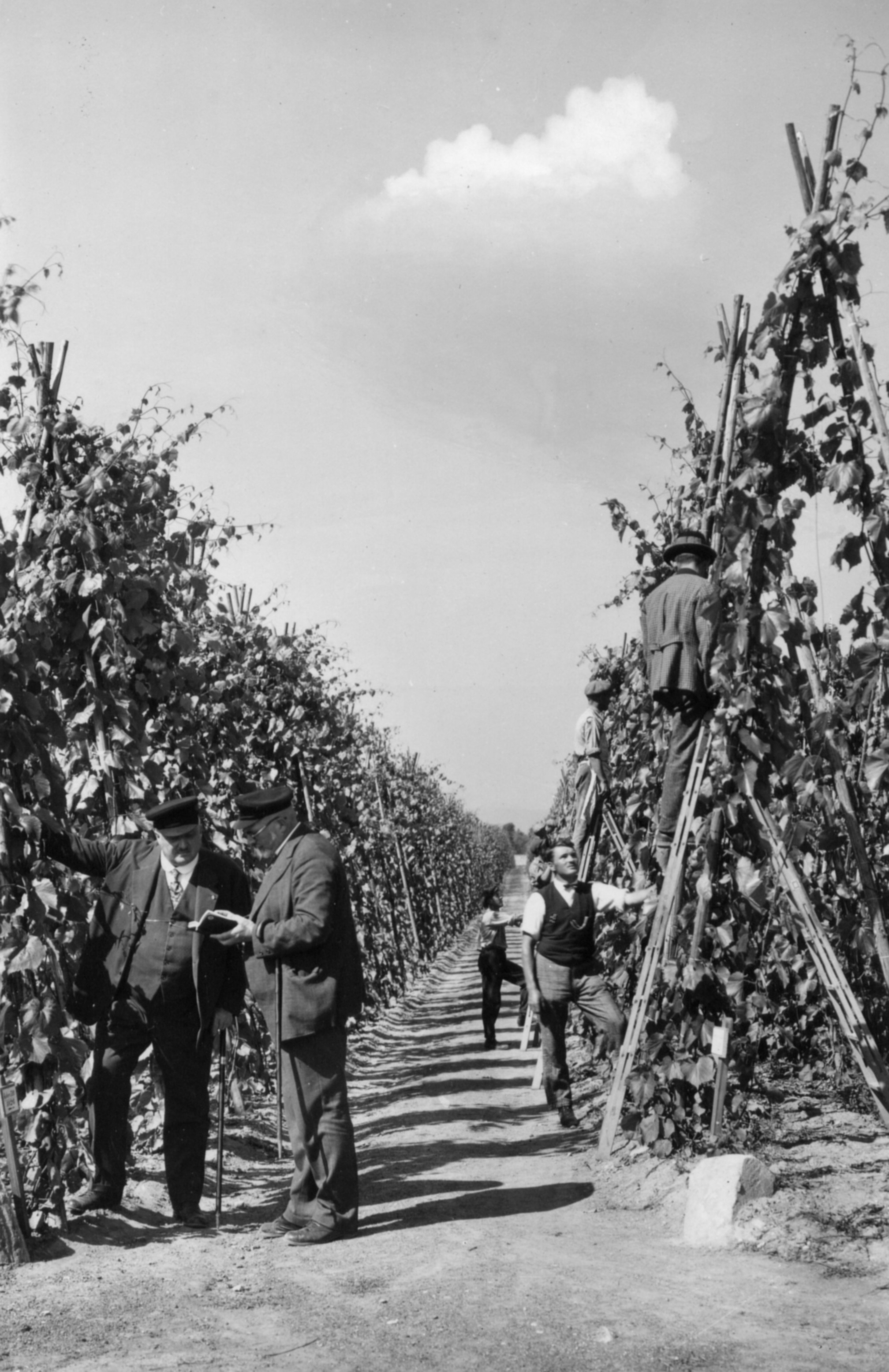
Unterlagenschnittgarten (mit Stangenpyramiden) von Franz Kober, 1930

## Herkunft
1896 bezog der ungarischen Weingutsbesitzer Sigmund Teleki in Villány 22 Pfund Samen der Wildrebe Kalk-Rebe (Vitis berlandieri) vom französischen Rebschulisten Euryale Rességuier. Wegen der damaligen besonderen Quarantänebestimmungen war der Verkehr mit grünen oder verholzten Rebteilen wegen der Möglichkeit der weiteren Verbreitung der Reblaus (Viteus vitifoliae) verboten, daher bezog Teleki Rebsamen. Er pflanzte davon etwa 40.000 Sämlinge, aus denen verschiedene Populationen resultierten, die sowohl reine Berlandieri-Typen, Berlandieri × Riparia und Berlandieri × Rupestris-Typen waren.
1904 beauftragte Franz Kober Sigmund Teleki, ihm von jeder ausgeprägten Type der Berlandieri × Riparia-Selektionen Triebe von einem ganzen Stock zu schicken. Kober pflanzte die Reben in einem vom Ackerbauministerium gepachteten Grundstück am Nussberg in Wien aus.
Franz Kober hat bei seiner Selektionsarbeit etwa 50 verschiedene Typen in vier verschiedene Gruppen mit Buchstabenkennzeichnung A, B, C und D vorgenommen:
- A: Pflanzen mit bronzierter Triebspitze und mit rötlichen und behaarten Trieben.
- B: Pflanzen mit bronzierter Triebspitze, mit rötlichen und glatten Trieben.
- C: Pflanzen mit grüner Triebspitze, mit grünen, auf der Sonne zugewandten Seite leicht rötlichen und behaarten Trieben.
- D: Pflanzen mit grüner Triebspitze, grünen, glatten Trieben und rötlich gefärbten Knoten.

Aus rund 100 Pflanzen selektierte Kober die besonders robusten und wuchskräftigsten heraus, die er jeweils mit einem Doppelbuchstaben, welcher der Selektionsnummer nachgestellt wurde, kennzeichnete (z. B. 5 BB). Bei der Selektion stellte sich der 5. Stock aus der von ihm mit BB bezeichneten Type als der beste für österreichische Standortsverhältnisse heraus. Er ließ diesen Stock in der städtischen Rebschule in Wiener Neustadt vermehren und trat 1920, als schon mehrere Katastraljoch 5-BB-Schnittrebweingärten im Ertrag standen, mit diesen Reben vor die Öffentlichkeit.
Es war das Verdienst von Franz Kober, dass er diese wertvolle Unterlagensorte rasch verbreitete. Verschwiegen hat er die Herkunft von Teleki. Er hat sie als Kober-Rebe bezeichnet, obwohl die grundlegende Selektion von Teleki gemacht wurde. Sie ist, laut Angabe von Andor Teleki, identisch mit der Teleki 5 A. Einziger Unterschied bei der Streitfrage dürfe sein, dass 5 BB nach Angabe von Kober nur von einem Stock vermehrte, während Teleki anfangs die Teleki 5 A von drei gleichen Stöcken vermehrte. Die drei Stöcke stammten jedoch aller Wahrscheinlichkeit nach von einem gemeinsamen Mutterstock.
Bei ihren Arbeiten haben sowohl Teleki und Kober den Fehler gemacht, sehr ähnliche Typen mit gleicher Nummernbezeichnung gemischt in Verkehr gebracht zu haben. So wurden in den Weinbauländern alsbald aus diesem Typengemisch Kober 5 BB eine Reihe von Selektionen hervorgebracht. Ferdinand Reckendorfer (Direktor der Weinbauschule Krems) selektionierte aus der Kober 5 BB die R 7, R 27, R 43 und die 8-35. Carl Börner (Direktor der Biologischen Reichsanstalt in Naumburg an der Saale) selektionierte die 59 B, 64 B und 68 B. Diese Selektionen erreichten keine Bedeutung.
Heute stehen in den Ländern verschiedene Klonen der Kober 5 BB, welche durch eine phytosanitäre Kontrolle gegangen sind, zur Verfügung.

## Abstammung
5BB ist eine Hybridrebe aus Vitis riparia × Vitis berlandieri-Selektion von Sigmund Teleki (Teleki 5 A) in Villány und Selektion von Franz Kober in Klosterneuburg (Niederösterreich), der sie 1920 als Kober 5 BB in den Verkehr brachte.

## Ampelografische Merkmale
- Triebspitze: Ist halboffen bis offen, rötlichbraungrün bis bronziert mit schwachem weißwolligem Überzug, karminrötlich berandet.
- Junge Blätter: Sind spinnwebartig behaart, kupferfarben, mit breitem Mittellappen.
- Ausgewachsenes Blatt: Das Blatt ist groß und ungeteilt. Die Blattoberseite ist glänzend und die Blattrippen unterseits borstig, schwach wollig behaart und oft mit kleinen Borstenbüscheln in den Nervenwinkeln versehen. Der Blattrand ist breit gezähnt. Die Stielbucht ist U-förmig.
- Ranken: Sind einfach gegabelt.
- Blüte: Die Blütenstände sind klein. Je nach Selektion gibt es 5 BB mit männlichen oder weiblichen Scheinzwitterblüten. Der von Weiß selektionierte Klon – aus Selektionsmaterial, welches nachweislich von der Originalrebe von Franz Kober stammt – hat männliche Scheinzwitterblüten.[6] Bei den Selektionen in Deutschland sind die Blüten mit weiblichen Scheinzwitterblüten besetzt.[7][8]
- Trauben: Die Trauben sind bei den weiblich blühenden Selektionen klein mit runden, schwarzen Beeren.
- Einjähriges Holz: Das einjährige Holz ist an den Knoten schwach behaart, fein gerippt, beige mit dunkleren Knoten.

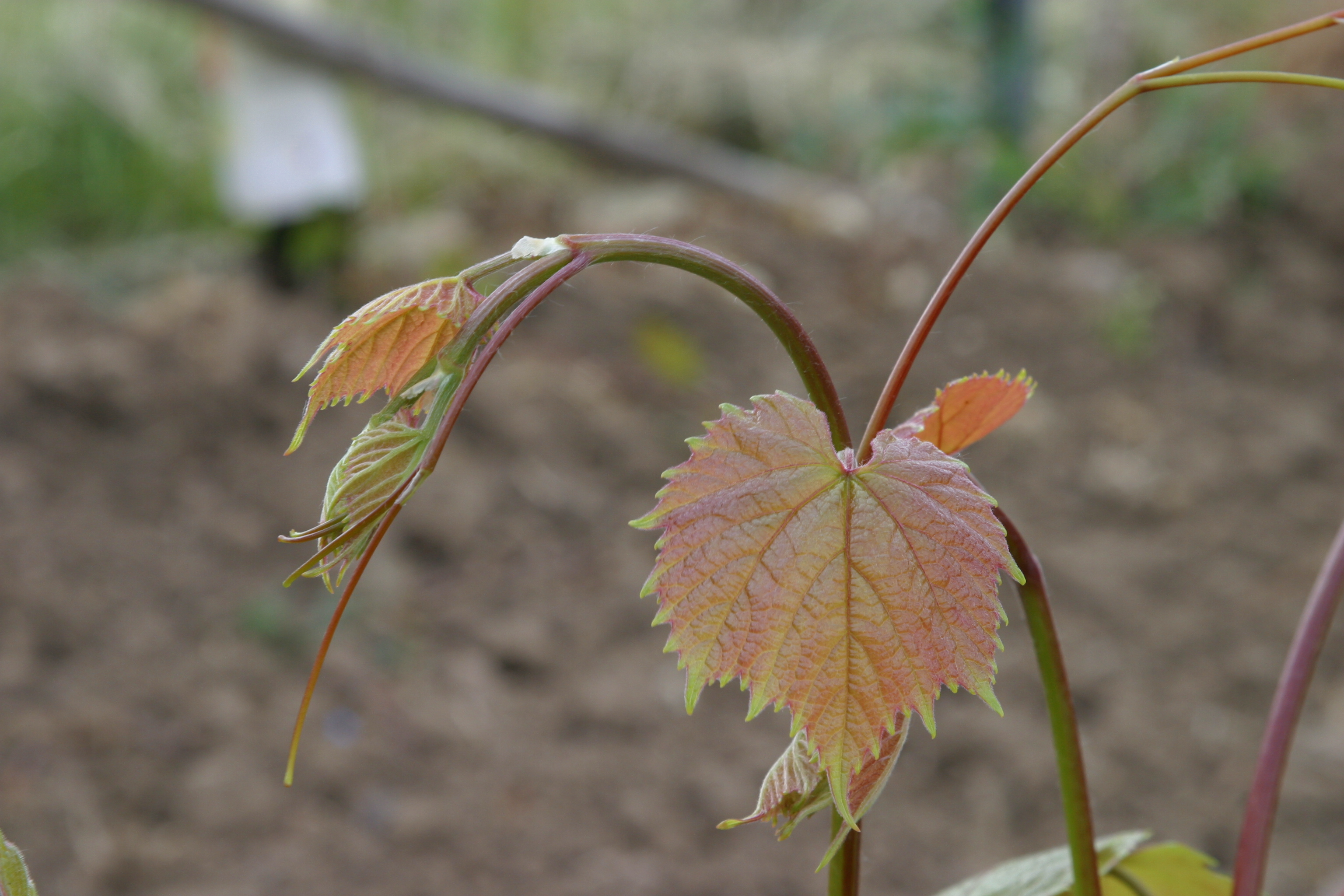
Triebspitze von Kober 5 BB
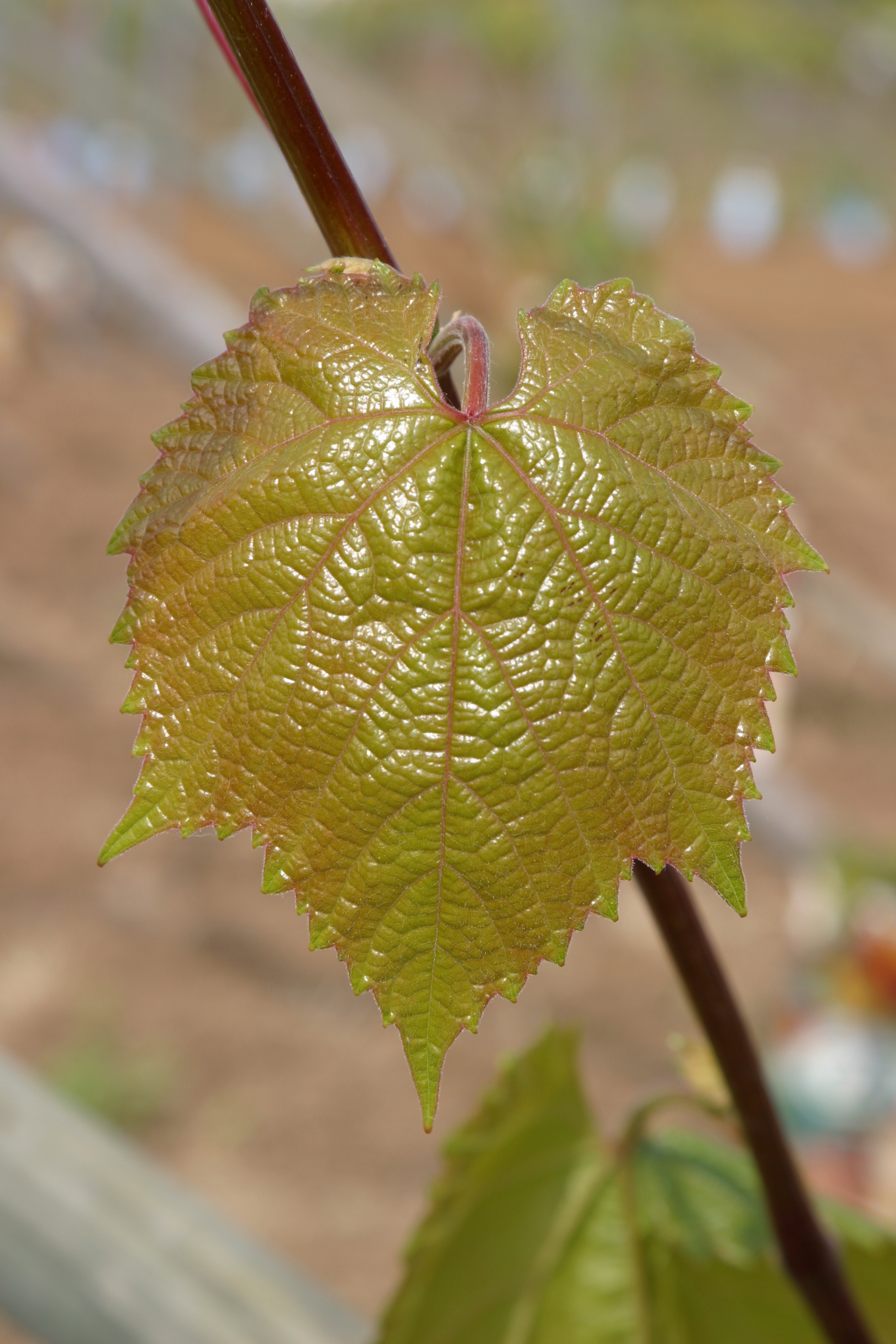
Junges Blatt von Kober 5 BB
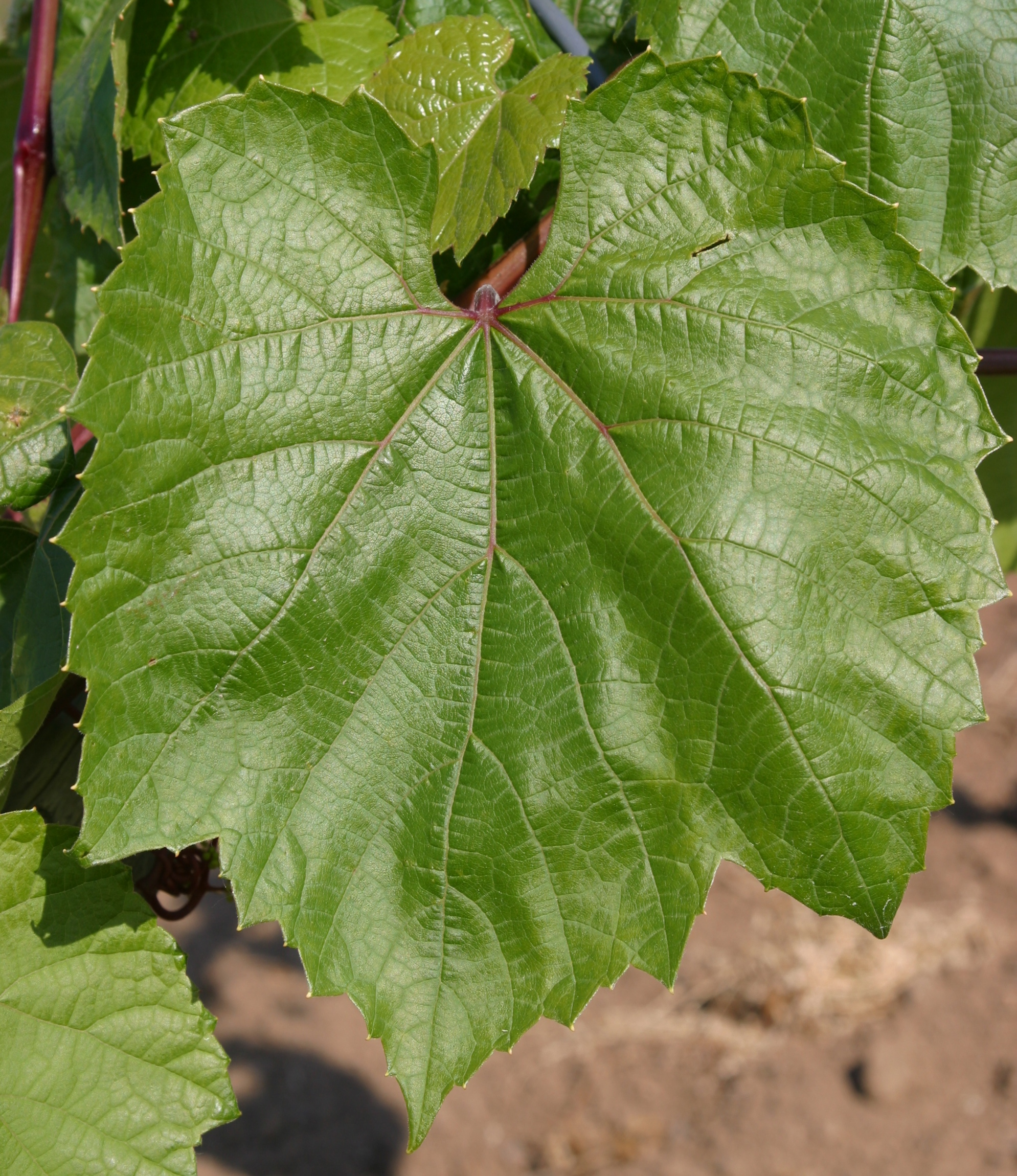
Blatt von Kober 5 BB
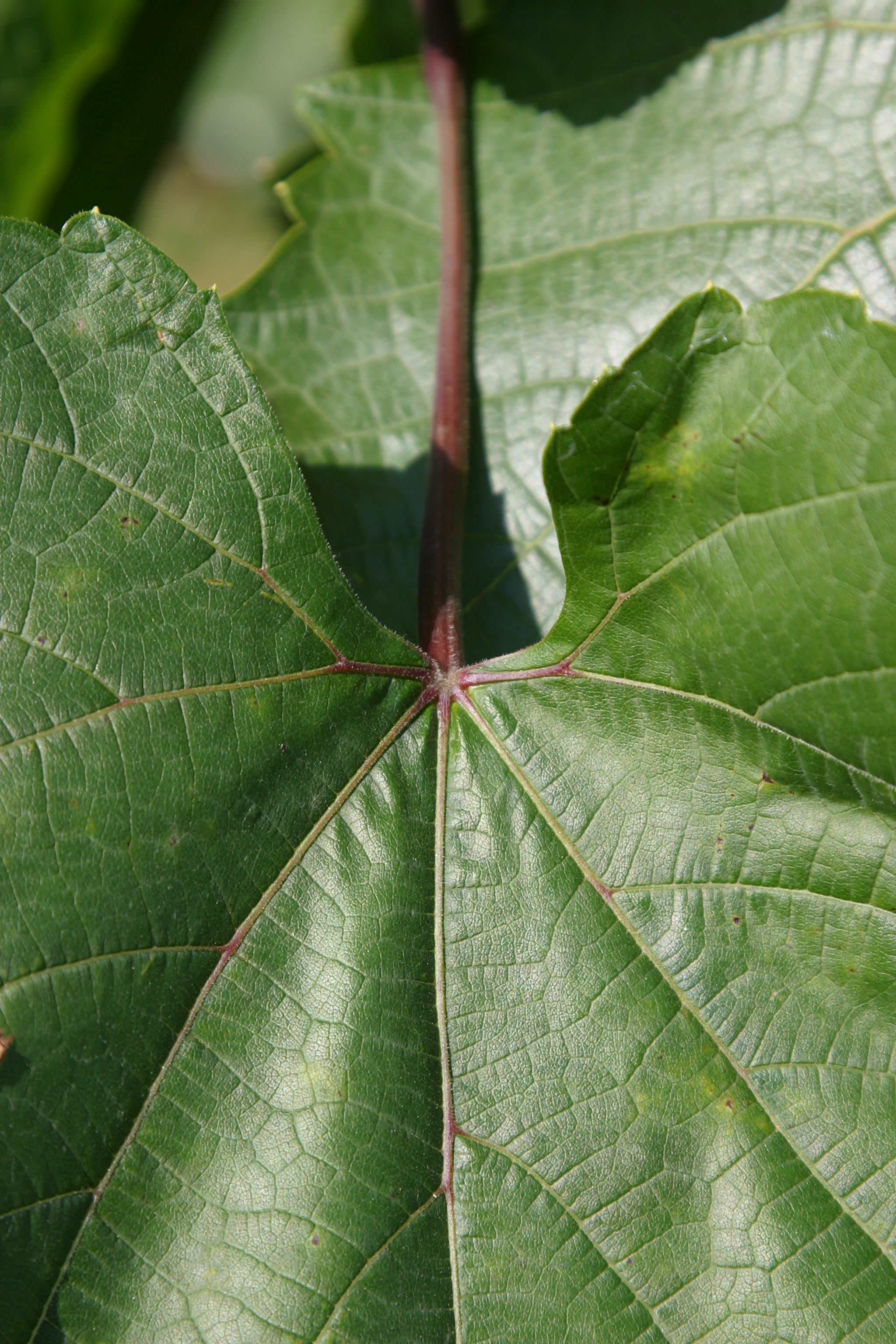
U-förmige Stielbucht eines Blattes
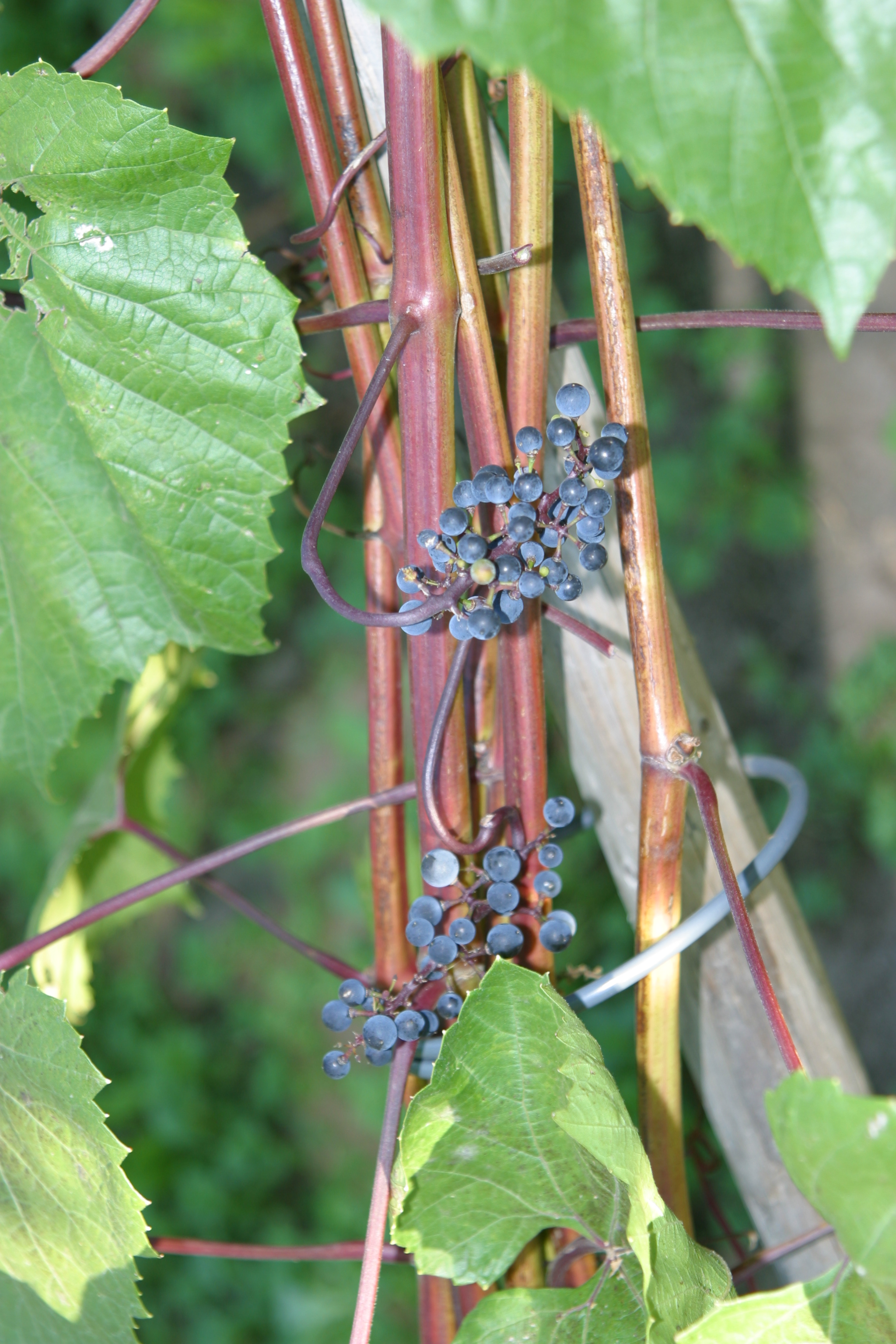
Trauben
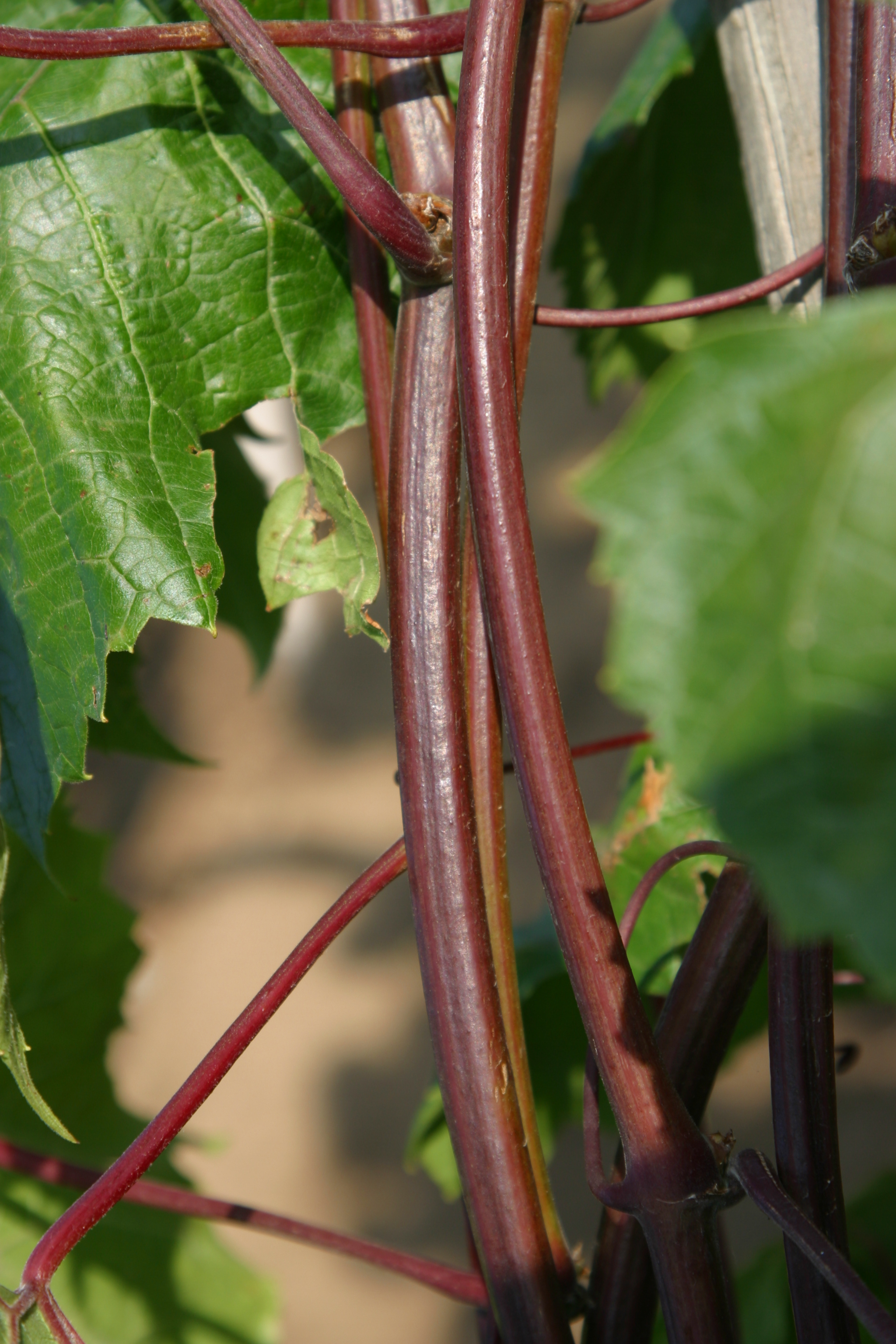
Triebe

## Eigenschaften
Die Widerstandsfähigkeit der Kober 5 BB gegen die Wurzelläuse der Reblaus ist gut. Sie ist hoch anfällig gegen die Blattreblaus, was aber als Unterlagsrebe keine Rolle spielt, sondern nur bei der Vermehrung der Unterlagsreben. Die Sorte bringt bei der Vermehrung gute Anwuchsausbeuten in der Rebschule. An den Boden stellt sie geringe Ansprüche und besitzt eine gute Kalkverträglichkeit und verträgt auch Trockenheit gut. Sie besitzt eine große Bodenadaptionsbreite. Auf Grund dieser Eigenschaften wird sie auch als Universalunterlagsrebe bezeichnet. Sie toleriert bis zu 20 % freien Kalk (Aktivkalk) im Boden und ist besonders gut für durchlässige leichtere Böden geeignet.
Bei Rotweinsorten kann Stiellähme und Beerenbotrytis gefördert werden.
Die Unterlagsrebe besitzt ein kräftiges Wachstum, das auch bei den aufveredelten Edelsorten zu stärkerem Wuchs führt. Besonders auf sehr wüchsigen Bodenstandorten ist ein größerer Standraum für den Rebstock erforderlich. Bei blüteempfindlichen aufgepfropften Edelsorten (wie zum Beispiel: Riesling, Neuburger) kann es zu geringerem Fruchtansatz, durch verstärktes Verrieseln der Blüten, kommen. Staunässe verursacht chlorotische Blattsymptome bei der Edelsorte.

## Synonyme
- Kober 5 BB in der Datenbank Vitis International Variety Catalogue des Instituts für Rebenzüchtung Geilweilerhof (englisch)